# Дверная цепочка

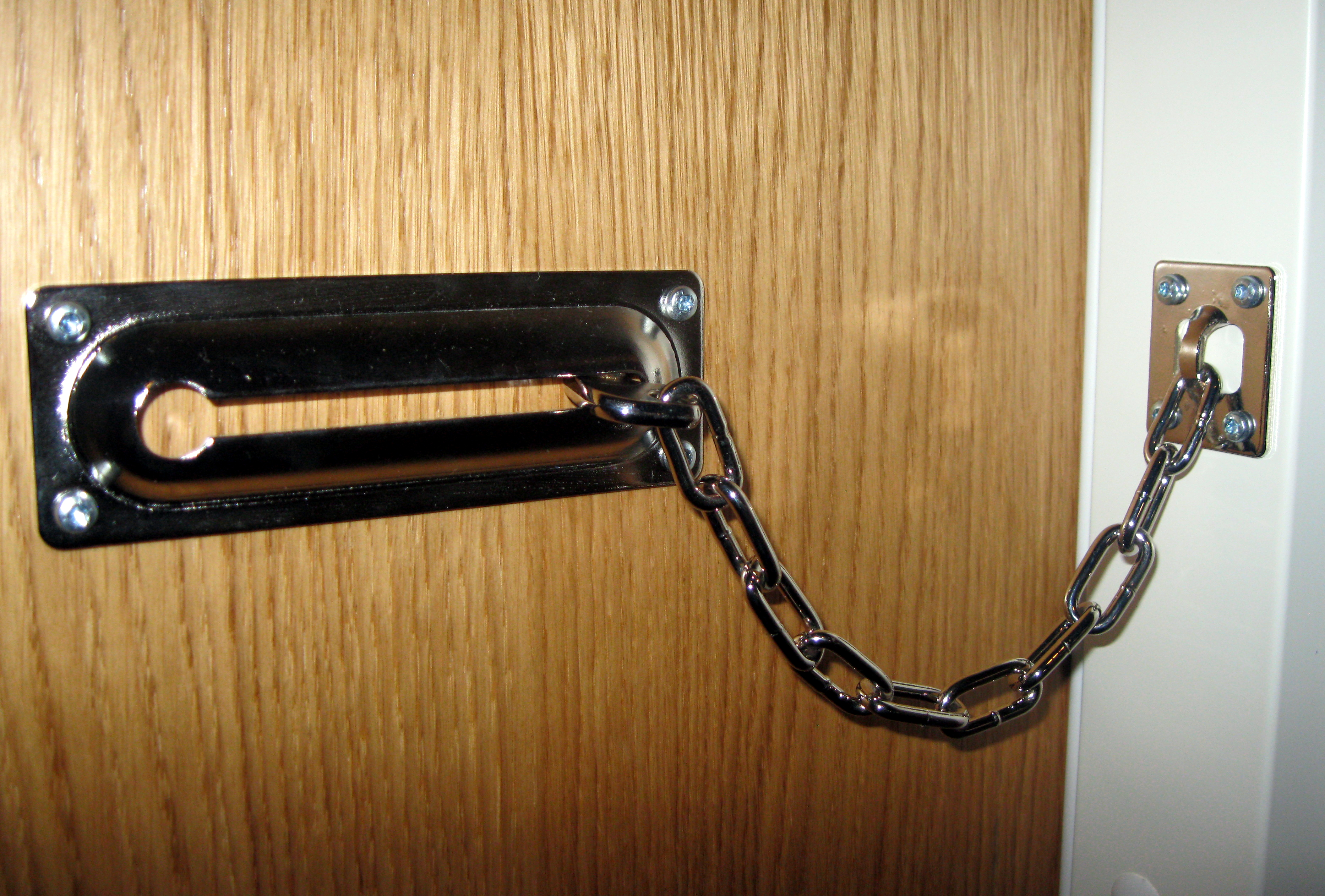
Дверная цепочка

Дверна́я цепо́чка — предохранительное устройство, ограничивающее открывание входной двери в доме или квартире. Комплект дверной цепочки состоит из собственно стальной цепочки с монтажной планкой и запорным крючком и запорной коробки с заводным отверстием.
Звенья цепочки, сварные или с закруткой концов, могут иметь разную форму, изготавливаются из стальной проволоки диаметром 3,5—4 мм, а также штамповкой из листовой стали. Монтажные планки и запорные коробки выполняются из листовой стали толщиной 2 мм. Для отделки дверных цепочек используют никелирование, хромирование, оксидирование и лакировку.